# Guarigione del figlio di un funzionario
La guarigione del figlio di un funzionario è un miracolo di Gesù raccontato unicamente nel Vangelo secondo Giovanni (4, 46-54). Si ritiene che la fonte originaria di questo miracolo fosse il cosiddetto Vangelo dei segni.
Molto probabilmente l'anonimo funzionario è da identificare nell'amministratore di Erode Antipa, Cusa (o Cuza), marito di Giovanna, ricordata nel Vangelo secondo Luca tra le discepole di Cristo (8, 3). 

## Descrizione
Di ritorno dalla Giudea, Gesù giunse a Cana, in Galilea, dove, tiene a precisare l'evangelista, aveva compiuto il suo primo miracolo tramutando l'acqua in vino in occasione di un convito nuziale. Un funzionario reale residente a Cafarnao, preoccupato per la sorte del figlio moribondo, si recò personalmente a Cana per supplicare a Cristo la sua guarigione. Dapprima restio, Gesù rispose: «Se non vedete segni e prodigi, voi non credete»; ma l'uomo insistette dicendo: «Signore, scendi prima che il mio bambino muoia». 
Gesù lo congedò allora dicendo: «Va', tuo figlio vive». Fidandosi ciecamente della sua parole, il funzionario s'incamminò verso casa e, lungo il tragitto, venne raggiunto dai suoi servi che lo informarono della guarigione del fanciullo. L'uomo venne inoltre a sapere che la scomparsa della febbre si era verificata un'ora dopo mezzogiorno, nella medesima ora in cui Gesù gli aveva assicurato il miracolo. Il prodigio, il secondo che Gesù compì tornando dalla Galilea in Giudea, portò alla conversione l'uomo e tutta la sua famiglia.